# Lithasia lima
Lithasia lima là một loài ốc nước ngọt thuộc họ Pleuroceridae. Loài này đặc hữu của Hoa Kỳ.